# Carlos Olivari
Carlos Olivari, cuyo nombre completo era Carlos Alberto Olivari, fue un dramaturgo y guionista de cine que nació en Buenos Aires, Argentina el 18 de julio de 1902 y falleció en la misma ciudad el 22 de septiembre de 1966.
Hizo sus estudios secundarios en el Colegio del Salvador, pero era bohemio y ateo. Tuvo una larga y fértil colaboración con Sixto Pondal Ríos en obras teatrales y guiones cinematográficos comenzando en 1938 con el guion del filme Kilómetro 111, dirigida por Mario Soffici. Otros guiones de esa dupla fueron El solterón, de 1940, El pijama de Adán, de 1942 y La hija del ministro, de 1943, todas dirigidas por Francisco Mugica; Fascinación , dirigida en 1949 por Carlos Schlieper, en la que además fue autor del tema musical, Mercado de abasto, dirigida en 1955 por Lucas Demare y La morocha, dirigida por Ralph Pappier en 1958. 
Fue productor en Sucedió en Buenos Aires, dirigida en 1954 por Enrique Cahen Salaberry.
En 1946 junto a Sixto Pondal Ríos colaboró a pedido de Luis Sandrini, en el guion del filme La vida íntima de Marco Antonio y Cleopatra  que dirigió Roberto Gavaldón y el mismo año realizaron el guion de Cinco rostros de mujer, dirigido por Gilberto Martínez Solares.También son películas de México filmadas sobre sus guiones: El embajador  dirigido por Tito Davison en 1949, Educando a papá dirigido por Fernando Soler en 1954, Bajo el cielo de México  dirigido por Rafael Baledón en 1957 y Una joven de 16 años  dirigida por Gilberto Martínez Solares en 1962.
Con Pondal Ríos compuso el bolero Una Mujer (1945) así como varias obras de teatro.
Carlos Olivari, quien se había divorciado de su primera esposa, con la cual tuvo un hijo, se encontraba a la fecha de su muerte formando pareja con la periodista Blackie. 

## Obras de teatro
- No salgas esta noche
- Amor al contado
- Los maridos engañan de 7 a 9
- Viejo verde

## Guionista
- Mi primera novia (1965)
- Los martes orquídeas (1963)
- Bajo el cielo de México (1958)
- La morocha (1958)
- Sangre y acero (1956)
- Para vestir santos (1955)
- El hombre que debía una muerte (1955)
- Mercado de abasto (1955)
- Educando a papá (1955)
- Mujeres casadas (1954)
- Sucedió en Buenos Aires (1954)
- Dock Sud (1953)
- Ellos nos hicieron así (1952)
- Pasó en mi barrio (1951)
- Especialista en señoras (1951/I)
- ¿Vendrás a media noche?  (1950)
- El otro yo de Marcela (1950)
- El embajador (1949)
- Fascinación (1949)
- Miguitas en la cama (1949)
- Romance on the High Seas (1948)
- Por ellos... todo (1948)
- La vida íntima de Marco Antonio y Cleopatra
- Cinco rostros de mujer (1947)
- Romance musical (1947)
- Su última aventura (1946)
- Cristina (1946)
- Deshojando margaritas (1946)
- El diamante del Maharajá (1946)
- No salgas esta noche (1946)
- Dos ángeles y un pecador (1945)
- Mi novia es un fantasma (1944)
- El muerto falta a la cita (1944)
- El espejo (1943)
- La guerra la gano yo (1943)
- La hija del ministro (1943)
- You Were Never Lovelier
- El viaje (1942)
- Adolescencia (1942)
- El pijama de Adán (1942)
- Persona honrada se necesita (1941)
- Los martes orquídeas (1941)
- El mejor papá del mundo (1941)
- Cita en la frontera (1940)
- Chingolo (1940)
- Héroes sin fama (1940)
- El viejo doctor (1939)
- El solterón (1939)
- Kilómetro 111 (1938)